# Pani Harris
Pani Harris – telewizyjny dramat kryminalny produkcji amerykańskiej z 2005 roku na podstawie książki Shany Alexander Very Much a Lady.

## Obsada
- Annette Bening - Jean Harris
- Ben Kingsley - dr Herman Tarnower
- Ellen Burstyn - Gerda Stedman
- Frances Fisher - Marge Jacobson
- Michael Gross - Leslie Jacobson
- Cloris Leachman - Pearl 'Billie' Schwartz
- Chloë Sevigny - Lynne Tryforos
- Philip Baker Hall - Arthur Schulte
- Mary McDonnell - Vivian Schulte
- Lisa Edelstein - psychiatra

i inni

## Nagrody i nominacje
Złote Globy 2005
- Najlepszy miniserial lub film tv (nominacja)
- Najlepszy aktor w miniseralu lub filmie tv - Ben Kingsley (nominacja)
- Najlepsza aktorka w miniserialu lub filmie tv - Annette Bening (nominacja)

Nagroda Emmy 2005
- Najlepszy film telewizyjny - Elizabeth Karlsen, Pamela Koffler, Christine Vachon, John Wells, Chrisann Verges (nominacja)
- Najlepsza reżyserialu miniserialu lub filmu tv - Phyllis Nagy (nominacja)
- Najlepszy scenariusz miniserialu lub filmu tv - Phyllis Nagy (nominacja)
- Najlepsze zdjęcia w miniserialu lub filmie tv - Steven Poster (nominacja)
- Najlepsze kostiumy w miniserialu lub filmie tv - Julie Weiss, Elaine Ramires (nominacja)
- Najlepszy dobór obsady miniserialu lub filmu telewizyjnego - Junie Lowry-Johnson, Libby Goldstein (nominacja)
- Najlepsza charakteryzacja w serialu, miniserialu lub filmie telewizyjnym (naturalna) - Tina Roesler Kerwin, Elisa Marsh, Julie Hewett, Michele Baylis (nominacja)
- Najlepsze fryzury w miniserialu lub filmie tv - Bunny Parker, Susan Schuler-Page, Elle Elliott (nominacja)
- Najlepszy aktor w miniserialu lub filmie tv - Ben Kingsley (nominacja)
- Najlepsza aktorka w miniserialu lub filmie tv - Annette Bening (nominacja)
- Najlepsza aktorka drugoplanowa w miniserialu lub filmie tv - Ellen Burstyn (nominacja)
- Najlepsza aktorka drugoplanowa w miniserialu lub filmie tv - Cloris Leachman (nominacja)

Nagroda Satelita 2005
- Najlepszy film telewizyjny (nominacja)
- Najlepszy aktor w miniseralu lub filmie tv - Ben Kingsley (nominacja)
- Najlepsza aktorka w miniserialu lub filmie tv - Annette Bening (nominacja)